# Лешояда
„Лешояда“ (на английски: Nightcrawler) е американски психологически трилър от 2014 г., написан и режисиран от Дан Гилрой. Във филма участват Джейк Джилънхол, Рене Русо, Риз Ахмед и Бил Пакстън. Гилрой дебютира с режисирането на този филм, разказващ историята на Лу Блум – криминален журналист на свободна практика, изигран от актьора Джейк Джилънхол. Блум е млад, беден и се замесва в криминалните случаи на опасни хора от Лос Анджелис.

## Актьорски състав
- Джейк Джилънхол – Лу Блум
- Рене Русо – Нина
- Риз Амед – Рик
- Бил Пакстън – Джо Лодър
- Ан Кюсак – Линда
- Кевин Рам – Франк Круз
- Катлийн Йорк – Джаки

## Заснемане
Снимките по филма започват на 6 октомври 2013 г. в Лос Анджелис. При подготовката за ролята си Джилънхол сваля над 10 килограма.

## Премиера
Филмът излиза по кината в България на 31 октомври 2014 г.

## Награди и номинации
| Категория                             | Номиниран(и)                | Резултат                    |
| Оскар (22 февруари 2015 г.)           | Оскар (22 февруари 2015 г.) | Оскар (22 февруари 2015 г.) |
| ------------------------------------- | --------------------------- | --------------------------- |
| Най-добър оригинален сценарий         | Дан Гилрой                  | номинация                   |
| Награда на БАФТА (8 февруари 2015 г.) |                             |                             |
| Най-добър оригинален сценарий         | Дан Гилрой                  | номинация                   |
| Най-добър филмов монтаж               | Джон Гилрой                 | номинация                   |
| Най-добър актьор в главна роля        | Джейк Джилънхол             | номинация                   |
| Най-добра актриса в поддържаща роля   | Рене Русо                   | номинация                   |
| Златен глобус (11 януари 2015 г.)     |                             |                             |
| Най-добър актьор в драматичен филм    | Джейк Джилънхол             | номинация                   |
| Сателит (15 февруари 2015 г.)         |                             |                             |
| Най-добър оригинален сценарий         | Дан Гилрой                  | награда                     |
| Най-добър актьор                      | Джейк Джилънхол             | номинация                   |
| Сатурн (25 юни 2015 г.)               |                             |                             |
| Най-добра актриса в поддържаща роля   | Рене Русо                   | награда                     |
| Най-добър трилър филм                 | Най-добър трилър филм       | номинация                   |
| Най-добър актьор                      | Джейк Джилънхол             | номинация                   |